# Marthana columnaris
Marthana columnaris is een hooiwagen uit de familie Sclerosomatidae.